# Clube Atlético Carlos Renaux
Maillots
Le Clube Atlético Carlos Renaux, ou simplement Carlos Renaux, est un club brésilien de football basé à Brusque dans l'État de Santa Catarina.
Fondé le 14 septembre 1913, il remporte le championnat de l'État de Santa Catarina à deux reprises en 1950 et en 1953. Sa section professionnelle disparaît, le 12 octobre 1987, après la fusion avec le Clube Esportivo Paysandu (en) pour former le Brusque Futebol Clube. Il évolue au stade Augusto Bauer d'une capacité de 5 000 places.

## Historique
Le club est fondé le 14 septembre 1913 sous le nom de Sport Club Brusquense. Le club est renommé Clube Atlético Carlos Renaux le 19 mars 1944. Il remporte le Championnat de l'État de Santa Catarina en 1950 et en 1953.
Carlos Renaux et Clube Esportivo Paysandu (en) fusionnent le 12 octobre 1987 pour former le Brusque Futebol Clube.

## Palmarès
- Championnat de l'État de Santa Catarina :
  - Vainqueur : 1950, 1953